# Нікола Дринчич
Нікола Дринчич (серб. Никола Дринчић / Nikola Drinčić, нар. 7 вересня 1984, Белград) — сербський і чорногорський футболіст, що грав на позиції півзахисника.
Виступав, зокрема, за клуби «Партизан» та «Воєводина», а також національну збірну Чорногорії.
Чемпіон Сербії. Володар Кубка Ізраїлю і Кубка Сербії.

## Клубна кар'єра
Народився 7 вересня 1984 року в місті Белград. Вихованець футбольної школи клубу «Партизан».
У дорослому футболі дебютував 2003 року виступами за команду «Телеоптик», у якій провів один сезон, взявши участь у 21 матчі чемпіонату. 
Згодом з 2004 по 2013 рік грав у складі команд «Партизан», «Спартак» (Суботиця), «Будучность», «Ґазіантепспор», «Амкар», «Спартак» (Москва) та «Краснодар».
Своєю грою за останню команду знову привернув увагу представників тренерського штабу клубу «Партизан», до складу якого повернувся 2013 року. Цього разу відіграв за белградську команду наступні два сезони своєї ігрової кар'єри.
Протягом 2015—2019 років захищав кольори клубів «Маккабі» (Хайфа), «Рад», «Чукарички» та «Раднички» (Ниш).
У 2019 році перейшов до клубу «Воєводина», за який відіграв 2 сезони. Більшість часу, проведеного у складі «Воєводини», був основним гравцем команди. Завершив професійну кар'єру футболіста виступами за команду «Воєводина» у 2021 році.

## Виступи за збірні
Протягом 2006–2007 років залучався до складу молодіжної збірної Сербії. На молодіжному рівні зіграв в 11 офіційних матчах.
У 2007 році дебютував в офіційних матчах у складі національної збірної Чорногорії.
Загалом протягом кар'єри в національній команді, яка тривала 8 років, провів у її формі 33 матчі, забивши 3 голи.

## Титули і досягнення
- Чемпіон Сербії (1):

«Партизан»:2014—2015
- Володар Кубка Ізраїлю (1):

«Маккабі» (Хайфа): 2015-2016
- Володар Кубка Сербії (1):

«Воєводина»: 2019—2020